# Gyula Kellner
Gyula Kellner (Budapest, 11 aprile 1871 – Szolnok, 28 luglio 1940) è stato un maratoneta ungherese.

## Biografia
Partecipò alle gare di atletica leggera delle prime Olimpiadi moderne che si svolsero ad Atene nel 1896, gareggiando nella maratona, dove arrivò terzo, in 3h06'35", dopo la squalifica di Spiridon Belokas, che si era fatto trasportare su un carretto per una parte del percorso.

## Palmarès
| Anno | Manifestazione  | Sede  | Evento   | Risultato | Prestazione | Note                          |
| ---- | --------------- | ----- | -------- | --------- | ----------- | ----------------------------- |
| 1896 | Giochi olimpici | Atene | Maratona | Bronzo    | 3h06'35"    | Miglior prestazione personale |